# Oliver Wolcott
Oliver Wolcott, född 1 december 1726 i Windsor, Connecticut, död 1 december 1797, var en signatär av USA:s självständighetsförklaring från Connecticut.
Han var näst yngst av fjorton barn till Roger Wolcott som var guvernör av kolonin Connecticut. Han utexaminerades från Yale College (som Yale University då hette) 1747. Han var sheriff av Litchfield County från ungefär 1751 till 1771. Han deltog i nordamerikanska frihetskriget som brigadgeneral i den kontinentala armén. Han hade ett stort intresse för poesi.
Kontinentala kongressen utnämnde honom till kommissionär för indianärenden och 1775 blev han ledamot i kontinentala kongressen själv. Han var svårt sjuk 1776 och undertecknade självständighetsförklaringen först en tid efteråt. Därefter var han ett par år i armén igen och sedan åter i kontinentala kongressen 1778-1784.
Han var på nytt kommissionär för indianärenden och 1786 blev han viceguvernör i Connecticut. När guvernör Samuel Huntington dog 1796, blev Wolcott guvernör. Också han avled i ämbetet, året därpå, i Farmington, Connecticut och hans grav finns på East Cemetery i Litchfield.